# Ергалиев, Фарид Рашитович
Фари́д Раши́тович Ергали́ев (16 июля 1952, Сибай — 11 июля 2020, Уфа) — живописец, заслуженный художник Республики Башкортостан (2002). Член Союза художников РФ с 1993 года.

## Биография
Родился в посёлке городского типа (ныне город) Сибай Баймакского района Башкирской АССР. Имел родного брата Ергалиева Хамита Рашитовича (род. 3 июля 1953 года).
Живописи учился в Народной изостудии г. Новосибирска (1978—1984), на отделении промышленной графики Новосибирского художественного училища (1984—1988; педагоги А. С. Чернобровцев, В. М. Гранкин)
В 1973—1988 годах работал в Новосибирске в художественных мастерских, с 1988 по 1994 годы работал на Башкирском творческо-производственном комбинате. Работал в технике станковой живописи и графики.
С 1989 года член художественной группы «Сары бия», с 2002 года — творческого объединения «Артыш».
Картины художника хранятся в Башкирском государственном художественном музее им. М. В. Нестерова, Челябинской областной картинной галерее, Новосибирском государственном художественном музее, Калининградском областном музее изобразительных искусств, Кыргызском национальном музее изобразительных искусств имени Гапара Айтиева, Государственном музее изобразительных искусств Республики Марий Эл; в галереях: «Мирас»[уточнить], «Сити-Арт» (Нью-Йорк, США), «Маджесс-Рифей» (Лондон, Великобритания), «Янгантау» (курорт «Янгантау», Белоруссия), «Инвит» (Северный Уэльс, Великобритания), галерее Министерства науки и культуры Земли Нижняя Саксония (Ганновер, Германия); а также в частных собраниях в России и в других странах.
11 июля 2020 года Ергалиев скоропостижно скончался в Уфе.

## Работы
«Мысль о вечном» (1990), «Кипчакские тамги» (1995), «О Вселенной» (2002); «Посвящение Салавату» (1991), «Сибай» (1991—92).
Графические серии «Мои кипчаки» (1993).
Картины «Памяти бабушки посвящаю» (1997), «Джаз-лирика» (1999), «Один год из моей жизни» (2002).

## Выставки
Ергалиев Фарид Рашитович участник республиканских, всероссийских, международных, графических, зональной, региональной, зарубежных и групповых выставок с 1980 года.
Персональные выставки в Уфе (1992, 1995, 1997, 1999, 2000, 2002, 2009), Челябинске (1992, 2011—2012), Салаватском районе РБ (2000).

## Награды и звания
Заслуженный художник РБ (2002).
Лауреат республиканской выставки-конкурса, посвящённой 110-летию со дня рождения Габдуллы Тукая (I премия, 1996, Уфа).

## Комментарии
1. ↑  Встречается также указание даты смерти как 12 июля 2020 года[1].